# Дем'янчук Олександр Петрович
Олекса́ндр Петро́вич Дем'янчу́к — доктор політичних наук, доцент.

## Життєпис
За базовою освітою — фізик.
Доцент кафедри політології Національного університету «Києво-Могилянська Академія».
З 2008 року — керівник Інституту громадянської освіти НаУКМА — науково-дослідницького та методичного центру, заснованого у 1999 році доктором філософських наук, професором С. Г. Рябовим.
У 2010 році в Інституті політичних і етнонаціональних досліджень ім. І. Ф. Кураса НАН України О. Дем'янчук захистив докторську дисертацію на тему: «Політологічні аспекти державної політики і державного управління».

## Джерело
- Інститут громадської освіти [Архівовано 19 лютого 2014 у Wayback Machine.]
- Центр політичних досліджень

| українська персоналія | Це незавершена стаття про особу, що має стосунок до України. Ви можете допомогти проєкту, виправивши або дописавши її. |